# Lindleyinae
Lindleyinae es una subtribu de plantas en la subfamilia Amygdaloideae perteneciente a la familia de las rosáceas. El género tipo es: Lindleya Kunth

## Géneros
- Kageneckia Ruiz & Pav.
- Lindleya Kunth
- Lindleyella Rydb. = Lindleya Kunth
- Neolindleyella Fedde = Lindleya Kunth